# Odo van Dammartin
Odo van Dammartin (overleden rond 1061) was van 1037 tot aan zijn dood graaf van Dammartin. Hij behoorde tot het huis Dammartin-en-Goële.

## Levensloop
Odo was de oudste zoon van graaf Manasses van Dammartin en diens echtgenote Constance, dochter van koning Robert II van Frankrijk. Na de dood van zijn vader in 1037 werd hij graaf van Dammartin.
In 1061 doneerde koning Filips I van Frankrijk de stad Bagneux, onderdeel van het graafschap Dammartin, aan de Église Saint-Germain-des-Prés. In ruil hiervoor kreeg Odo de stad Combs-la-Ville toegewezen.
Odo overleed rond het jaar 1061. Het is onduidelijk of hij gehuwd was. In elk geval werd hij opgevolgd door zijn jongere broer Hugo I.